# Stoy (Illinois)
Stoy es una villa ubicada en el condado de Crawford en el estado estadounidense de Illinois. En el Censo de 2010 tenía una población de 104 habitantes y una densidad poblacional de 44,82 personas por km².

## Geografía
Stoy se encuentra ubicada en las coordenadas 38°59′48″N 87°50′00″O / 38.99667, -87.83333. Según la Oficina del Censo de los Estados Unidos, Stoy tiene una superficie total de 2.32 km², de la cual 2.32 km² corresponden a tierra firme y (0%) 0 km² es agua.

## Demografía
Según el censo de 2010, había 104 personas residiendo en Stoy. La densidad de población era de 44,82 hab./km². De los 104 habitantes, Stoy estaba compuesto por el 100% blancos, el 0% eran afroamericanos, el 0% eran amerindios, el 0% eran asiáticos, el 0% eran isleños del Pacífico, el 0% eran de otras razas y el 0% pertenecían a dos o más razas. Del total de la población el 0% eran hispanos o latinos de cualquier raza.